# Токмас
Токмас — река в России, протекает по Тарногскому и Тотемскому районам Вологодской области, в Тарногском и Тотемском районах. Устье реки находится в 213 км по левому берегу реки Сухона. Длина реки составляет 10 км.
Исток Токмаса находится в Тарногском районе, примерно в 30 км к юго-востоку от Тарногского Городка. Токмас течёт на юг по лесным, частично заболоченным массивам в ненаселённой местности. В нижнем течении река течёт во территории Тотемского района. Крупные притоки и отсутствуют.

## Данные водного реестра
По данным государственного водного реестра России относится к Двинско-Печорскому бассейновому округу, водохозяйственный участок реки — Северная Двина от начала реки до впадения реки Вычегда, без рек Юг и Сухона (от истока до Кубенского гидроузла), речной подбассейн реки — Сухона. Речной бассейн реки — Северная Двина.
Код объекта в государственном водном реестре — 03020100312103000008886.